# 曾德超
曾德超（1919年11月18日—2012年6月23日），男，廣東琼山（今属海南）人，中国农业工程与农业机械化专家。

## 生平
1942年毕业于中央大学机械工程系，1947年获硕士学位。1948年获美国明尼苏达大学农业工程科学硕士学位。1995年当选为中国工程院院士。